# Vuelo 841 de TWA
El vuelo 841 de Trans World Airlines fue un vuelo de pasajeros programado desde el Aeropuerto Internacional John F. Kennedy en la ciudad de Nueva York, en ruta al Aeropuerto Internacional Minneapolis-Saint Paul en Minneapolis, Minnesota. El 4 de abril de 1979, alrededor de 21:48 (hora estándar del este), mientras volaba sobre Saginaw, Míchigan, el avión, un Boeing 727-31 comenzó con un fuerte giro, no controlado hacia la derecha, y posteriormente entró en una inmersión en espiral. Los pilotos pudieron recuperar el control de la aeronave e hicieron un aterrizaje de emergencia con éxito en el Aeropuerto Metropolitano de Detroit.

## Incidente
A las 8:25 pm (hora local), el vuelo 841 de TWA partió desde el Aeropuerto Internacional John F. Kennedy después de un retraso de 45 minutos debido a la congestión del tráfico. Después de viajar casi 540 millas (870 km), mientras navegaba a 39,000 pies (12,000 m) cerca de la ciudad de Saginaw, Míchigan, el capitán Harvey "Hoot" Gibson estaba operando con el piloto automático en el modo "Mantener la altitud". cuando empezó a girar hacia la derecha.  La tripulación desconectó inmediatamente el piloto automático e intentó que la aeronave volviera a estabilizarse. A pesar de los mejores esfuerzos de la tripulación de vuelo, la aeronave se salió de control y cayó en espiral desde 34.000 pies en solo 63 segundos. Durante la inmersión, el avión giró 360 grados dos veces y superó el límite de velocidad para el que estaba diseñado el Boeing 727. 
El control se recuperó a unos 5.000 pies (1.500 m) después de que los pilotos extendieran el tren de aterrizaje en un intento de reducir la velocidad de la aeronave. El avión sufrió daños estructurales, pero realizó un aterrizaje de emergencia en el Aeropuerto Metropolitano de Detroit en Míchigan a las 10:31 pm EST sin más problemas. No hubo fallecidos entre los 82 pasajeros y los 7 miembros de la tripulación. Ocho pasajeros informaron de lesiones leves relacionadas con las fuerzas g elevadas. 

## Investigación
La Junta Nacional de Seguridad en el Transporte (NTSB) investigó el accidente y llevó a cabo lo que en ese momento fue la investigación de accidentes más larga en la historia de la NTSB.  En su informe final, publicado en junio de 1981, la NTSB concluyó que la causa probable del accidente fue un error del piloto. 
Entre los daños descubiertos después del accidente, los investigadores encontraron que faltaba el slat n° 7 en el borde de ataque del ala derecha. Los investigadores de la NTSB solicitaron al fabricante de la aeronave, Boeing, que inspeccionara el resto del conjunto de los slats, incluida una parte del cilindro del actuador de slats. Boeing determinó que el slat n° 7 había fallado porque los slats se habían extendido mientras la aeronave volaba a velocidad de crucero. También determinaron que era "imposible" que las aletas se extendieran sin manipular los controles.
Después de eliminar todas las fuentes individuales y combinadas de fallas mecánicas, la NTSB dictaminó que la extensión de los listones se debió a que la tripulación de vuelo manipuló los controles de los flaps/ slats de manera inapropiada. Los investigadores creían que los pilotos del 727 (en general, y este vuelo específicamente) estaban ajustando los flaps a dos grados durante la fase de crucero a gran altitud, mientras que al mismo tiempo tiraban del disyuntor de los listones para que no se activarían. Se rumoreaba que esta configuración daba como resultado un aumento de la sustentación sin aumento de la resistencia, lo que permitía una mayor velocidad, una mayor elevación o una disminución del consumo de combustible. Los flaps están destinados para ser desplegados solo a bajas velocidades durante el despegue o el aterrizaje. 
La tripulación, el capitán Harvey "Hoot" Gibson, el primer oficial Jess Scott Kennedy y el ingeniero de vuelo Gary Banks, negaron que sus acciones hubieran sido la causa de la extensión de los flaps: 

En ningún momento antes del incidente tomé ninguna acción dentro de la cabina, ya sea intencional o inadvertidamente, que hubiera causado la extensión de los slats del borde de ataque o los flaps del borde del ala. Tampoco observé a ningún otro miembro de la tripulación tomar ninguna acción dentro de la cabina, ya sea intencional o involuntariamente, que hubiera causado la extensión.
Capitán Gibson

## Grabadora de voz de cabina
La aeronave estaba equipada con una grabadora de voz de cabina (CVR) Fairchild Industries Modelo A-100. Sin embargo, 21 minutos de la cinta de 30 minutos estaban en blanco. Las pruebas del CVR en la aeronave no revelaron discrepancias en los sistemas eléctricos y de registro del CVR. Las grabaciones del CVR se puede borrar mediante la función de borrado masivo en el panel de control CVR ubicado en la cabina. Esta función se puede activar solo después de que la aeronave esté en tierra con el freno de mano puesto. En una declaración tomada por la Junta de Seguridad, el capitán declaró que generalmente activa la función de borrado masivo en el CVR al final de cada vuelo para evitar el uso inapropiado de conversaciones grabadas. Sin embargo, en este caso, no recordaba haberlo hecho.
La NTSB declaró al respecto:

Creemos que la supresión de la CVR por parte del capitán es un factor que no podemos ignorar y no podemos sancionar. Aunque reconocemos que los hábitos pueden causar acciones no deseadas o no intencionadas por el piloto, tenemos dificultades para aceptar el hecho de que el supuesto hábito del capitán de borrar rutinariamente el CVR después de cada vuelo no era restringible después de un vuelo en el que el desastre solo se evitó por muy poco. Nuestro escepticismo persiste a pesar de que el CVR no habría contenido ninguna información contemporánea sobre los eventos que precedieron inmediatamente a la pérdida de control porque creemos que es probable que los 25 minutos o más de grabación que precedieron al aterrizaje en Detroit podrían haber proporcionado pistas sobre los factores causales. y podría haber servido para refrescar los recuerdos de la tripulación de vuelo sobre todo el asunto.

## Crítica a la investigación
En el libro Emergency: Crisis In the Cockpit, Stanley Stewart, un piloto profesional, ha planteado preguntas sobre los hallazgos de la NTSB:
- Stewart sugiere que la tripulación no habría podido borrar el CVR (registrador de datos de vuelo) ya que la aeronave tuvo que estar completamente apagada y en tierra. Según Stewart, el daño debería haber significado que las computadoras no reconocieron la aeronave en un estado de aterrizaje.

- Sugiere que hubo otros incidentes de 727-200 con extensiones de slats no controlados en los años anteriores y posteriores al accidente.

- La tripulación de vuelo sabía que la aeronave era potencialmente inestable a 39.000 pies. Stewart cree que sería poco probable que se "arriesgaran" con los controles y pongan en riesgo la estabilidad de la aeronave.

## Filmografía
También fue presentado en el episodio 2 de la temporada 22 de la serie Mayday: catástrofes aéreas, titulado "Terror Sobre Michigan", transmitido en National Geographic Channel.
Este accidente fue el tema de un especial de CBS News de 44 minutos titulado "El avión que cayó del cielo". El especial ganó un premio Peabody en 1983.